# La Chaux (Saône-et-Loire)
La Chaux é uma comuna francesa na região administrativa de Borgonha-Franco-Condado, no departamento de Saône-et-Loire. Estende-se por uma área de 11 km². Em 2010 a comuna tinha 312 habitantes (densidade: 28,4 hab./km²).